# خوان خوزه میگس
خوان خوزه میگس (اسپانیایی: Juan José Miguez‎؛ ۱۹۱۸ – ۱ سپتامبر ۱۹۹۵) بازیگر اهل آرژانتین بود.
از فیلم‌ها یا برنامه‌های تلویزیونی که وی در آن نقش داشته است، می‌توان به میل به زندگی و بخش اورژانس اشاره کرد.